# اللغات في الإحصاء
تقوم العديد من البلدان وإحصاءات السكان بإحصاء سكانها حسب اللغة المحلية، واللغة الأم، واللغة الأصلية، ومستوى معرفة اللغة أو بالجمع بين هذه الخصائص.

## أفغانستان
اللغة البشتوية واللغة الدرية هي اللغات الرسمية في أفغانستان؛ حيث يعتبر التعدد اللغوي شائع جدًا. نشأت كلا اللغتين من اللغات الهندية الأوروبية واللغات الإيرانية. كانت اللغة الدارية دائمًا ذات مكانة ولغة مشتركة للتواصل بين الأعراق. وتعتبر هي اللغة الأصلية للطاجيك، والهزاراس، وأيماك، وكيزيلباش. كما تعتبر لغة الباشتو هي اللغة الأصلية للباشتون، على الرغم من أن العديد من الباشتون غالبًا ما يستخدمون اللغة الدارية الذين يُجيدون اللغة البشتوية أيضًا.
توجد العديد من الغات الأخرى في أفغانستان، بما في ذلك اللغة الأوزبكية والعربية والتركمانية والبلوشية، والباشايي، ولغات نورستاني (أشكونو، وكامكاتا فيري، وفاسي - تاريغ، وتريغامي، وكالشا-ألا)، ولكنها تعتبر اللغات الأصلية لجماعات الأقليات في جميع أنحاء البلاد ولها وضع رسمي في المناطق حيث لا يتم التحدث بها على نطاق واسع. وتشمل اللغات الفرعية أيضًا لغات الباميري (شوغني، ومنجي، واشقاشيمي، وخي)، واللغة البراهوية، والهندكو، واللغة القيرغيزية، كما يجيد نسبة صغيرة من الأفغان اللغة الأردية والإنجليزية واللغات الأخرى.
| اللغة                        | كتاب حقائق العالم / إحصاءات مكتبة الكونغرس لدراسات البلدان |
| ---------------------------- | ---------------------------------------------------------- |
| لغة درية                     | 50%                                                        |
| لغة بشتوية                   | 35%                                                        |
| لغة أوزبكية و اللغة تركمانية | 11%                                                        |
| 30                           | 4%                                                         |

## ألبانيا
| اللغة             | عدد السكان المتحدثين باللغة |
| ----------------- | --------------------------- |
| لغة ألبانية       | 2,800,139                   |
| لغة يونانية       | 15,196                      |
| لغة مقدونية       | 4,443                       |
| لغة رومنية        | 4,025                       |
| لغة أرومونية      | 3,848                       |
| لغة تركية         | 714                         |
| لغة إيطالية       | 523                         |
| لغة صربية كرواتية | 66                          |
| لغات أخرى         | 187                         |
| لغات غير مُثبتة    | 3,843                       |

## الجزائر
اللغة العربية الفصحى الحديثة هي اللغة الرسمية في الجزائر على النحو المحدد في الدستور منذ عام 1963. وبالإضافة إلى ذلك، اعتُرف باللغة الأمازيغية على أنها اللغة الوطنية حسب التعديل الدستوري منذ 8 مايو عام 2002. اللهجة الجزائرية للغة العربية واللغة الأمازيغية هي اللغة الرسمية لأكثر من 99٪ من الجزائريين، حيث يتحدث العربية حوالي 72٪ من الجزائريين بينما يتحدث الأمازيغية بنسبة 27.4٪. تُستخدم اللغة الفرنسية، على الرغم من عدم وجود صفة رسمية لها، على نطاق واسع في الحكومة والثقافة والصحف والتعليم والمدرسة الابتدائية. يرجه السبب في ذلك إلى التاريخ الاستعماري الفرنسي للجزائر ويمكن اعتبارها لغة شائعة أيضًا في الجزائر. تُستخدم اللهجة القبائلية وهي اللغة الأمازيغية الأكثر تحدثًا في البلاد رسميًا بشكل جزئي مع بعض القيود في أجزاء من منطقة القبائل.

## الأرجنتين

توزع اللهجات الإسبانية في الأرجنتين

تُعدُّ اللغة الإسبانية في واقع الأمر هي اللغة الرسمية للأرجنتين، ويتحدث بها جميع الأرجنتينيين. تعتبر الأرجنتين أكبر مجتمع ناطق باللغة الإسبانية والتي عممت في جميع أنحاء العالم استخدام الفوسيو، حيث يستخدم بها الضمير vos (والذي يعني نحن) بدلا من tú (والذي يعني أنت)، والذي يفرض استخدام أشكال بديلة للفعل كذلك. ونظرًا لوجود جغرافيا أرجنتينية متدة الأرجاء، تتباين اللغة الإسبانية بشكل قوي بين المناطق، على الرغم من أن اللهجة الشائعة هي الريوبلانتيس، التي يُتحدث بشكل أساسي في حوض لابلاتا وتتشابه إلى حد كبير مع اللغة النابولية. أثّر المهاجرون الإيطاليون والأوروبيون الآخرون على لونفاردو - اللغة العامية الإقليمية - التي تتخلل المفردات الدارجة في بلدان أمريكا اللاتينية الأخرى أيضًا.
توجد عدة لغات ثانية تستخدم على نطاق واسع بين سكان الأرجنتين:
- اللغة الإنجليزية،[B] تُدرس في التعليم الأساسي. يزعم 42.3٪ من الأرجنتينيين أنهم يتحدثون بها، ويدّغي 15.4٪ منهم أنهم يفهمونها بشكلٍ جيد.
- الإيطالية، يتحدث بها حوالي 1.5 مليون شخص.[6][C]
- اللغة العربية، وخاصةً اللهجة الشامية، يتحدث بها حوالي مليون شخص.[6]
- الألمانية الكلاسيكية، يتحدث بها حوالي 400000 شخص.[6][D]
- اليديشية، يتحدث بها حوالي 200000 شخص،[6] اللغة الرسمية لأكبر تجمع سكاني لليهود في أمريكا اللاتينية والسابعة على مستوى العالم.[8]
- الغوارانية، يتحدث بها حوالي 200000 شخص،[6] يعيش معظمهم في كورينتس، حيث تعتبر اللغة الرسمية بموجب القانون.[9]
- الكاتالونية، يتحدث بها حوالي174000 شخص.[6]
- الفرنسية، بما في ذلك اللغة القسطانية.
- كيتشوا، يتحدث بها حوالي 65000 شخص، يعيش معظمهم في الشمال الغربي.[6]
- فيتشي، يتحدث بها حوالي 53700 شخص، يعيش معظمهم في تشاكو[6] حيث يتحدثونها جنبًا إلى جنب مع لغة كوم وموكيت كلغات رسمية بموجب القانون.[10]
- الرومانية الفلكسية، يتحدث بها حوالي 52000 شخص.[6]
- اليابانية، يتحدث بها حوالي 32000 شخص. [6]
- الأيمرية، يتحدث بها حوالي 30,000 شخص يعيش معظمهم في الشمال الغربي.[6]
- الأوكرانية، يتحدث بها حوالي 27000 شخص.[6]
- الويلزية بما في ذلك لهجتها الباتاغونية، يتحدث بها حوالي 25,000 شخصًا.[6] أُدرجت اللغة الويلزية في بعض المناطق في الآونة الأخيرة باعتبارها لغة تعليمية.[11]

## أرمينيا
اللغة الأرمينية هي اللغة الرسمية الوحيدة في أرمينيا لا تزال اللغة الروسية تُستخدم على نطاق واسع في أرمينيا بسبب ماضي أرمينيا المُتعلق بالاتحاد السوفييتي ويمكن اعتبارها لغة ثانية بحكم الواقع. وفقًا لدراسة استقصائية أُجريت في عام 2013، قال 95٪ من الأرمن إن لديهم بعض المعرفة باللغة الروسية (24٪ بشكل مُتقن و 59٪ بشكل متوسط) مقارنةً بـ 40٪ قالوا إنهم يعرفون بعض الإنجليزية (4٪ بإتقان و16٪ بدرجة متوسطة و 20٪ بدرجة مُبتدئ). ومع ذلك، يعتقد الكثير من البالغين (50٪) أنه يجب تدريس اللغة الإنجليزية في المدارس الثانوية أكثر من أولئك الذين يفضلون اللغة الروسية (44٪).

## أستراليا
على الرغم من أن أستراليا ليس لها أي لغة رسمية، إلا أن اللغة الإنجليزية كانت دائمًا متجذرة باعتبارها اللغة القومية. الإنجليزية الأسترالية هي تنوع رئيسي للغة بلهجة مميزة، وتختلف اختلافًا طفيفًا عن الأنواع الأخرى من الإنجليزية في قواعد اللغة والهجاء. وفقًا لتعداد عام 2011، كانت اللغة الإنجليزية هي اللغة الوحيدة المنطوقة في المنزل لما يقرب من 81 ٪ من السكان. وتشمل اللغات التالية الأكثر شيوعًا لاستخدامها في المنزل: مالماندراين الصينية) (1.7 ٪)، اولايطالية (1.5 ٪)، والعربية 1.4 ٪)، والكانتونية (1.3 ٪) واليونانية (1.3 ٪) والفيتنامية (1.2 ٪)، يتحدث نسبة كبيرة من المهاجرين من الجيل الأول والثاني بلغتيم مختلفتين. وجدت دراسة أجريت في عام 2010-2011 من قبل معهد أستراليا لأبحاث التنمية المبكرة أن اللغة الأكثر شيوعًا التي يتحدثها الأطفال بعد اللغة الإنجليزية كانت العربية، تليها الفيتنامية واليونانية والصينية والهندية.

## أذربيجان
تضم القائمة التالية اللغات الأصلية بأذربيجان وعدد المتحدثين بها لعام 2009:
| اللغة        | عدد المتحدثين باللغة من الجنسين | عدد الذكور المتحدثين باللغة | عدد الإناث المتحدثين باللغة |
| ------------ | ------------------------------- | --------------------------- | --------------------------- |
| Total        | 8 922 447                       | 4 414 398                   | 4 508 049                   |
| لغة أذرية    | 8 253 196                       | 4 101 575                   | 4 151 621                   |
| لغة روسية    | 122 449                         | 45 538                      | 76 911                      |
| لغة أرمنية   | 120 237                         | 57 912                      | 62 325                      |
| لغة تالية    | 68 689                          | 34 154                      | 34 535                      |
| لغة أوارية   | 46 610                          | 23 107                      | 23 503                      |
| لغة تركية    | 32 064                          | 16 465                      | 15 599                      |
| لغة تترية    | 24 146                          | 10 614                      | 13 532                      |
| لغة تات      | 22 803                          | 11 485                      | 11 318                      |
| لغة أوكرانية | 20 988                          | 9 456                       | 11 532                      |
| لغة تساخورية | 11 734                          | 5 915                       | 5 819                       |
| لغة جورجية   | 10 356                          | 4 978                       | 5 378                       |
| لغة عبرية    | 8 493                           | 4 046                       | 4 447                       |
| لغة أودية    | 3 795                           | 1 839                       | 1 956                       |
| لغات أخرى    | 176 887                         | 87 314                      | 89 573                      |

## بلغاريا
في التعداد السكاني ببلغاريا، كان السؤال عن اللغة الأم والمجموعة العرقية سؤالًا اختياريًا. كانت نتائج الأشخاص الذين أجابوا على السؤالين طبقًا لآخر إحصاء عام 2011 على النحو التالي:
| اللغة              | عدد المتحدثين بها |
| ------------------ | ----------------- |
| لغة بلغارية        | 5,631,759         |
| لغة تركية          | 604,246           |
| لغة رومنية         | 280,979           |
| لغة روسية          | 15,211            |
| لغة أرمنية         | 5,567             |
| لغة رومانية        | 5,454             |
| لغة يونانية        | 3,182             |
| لغة أرومونية       | 1,815             |
| لغة أوكرانية       | 1,691             |
| لغة مقدونية        | 1,376             |
| لغة تترية          | 1,367             |
| لغة عربية          | 1,321             |
| لغة عبرية          | 141               |
| لغات أخرى          | 9,946             |
| لا يستطيع أن يحدد  | 47,458            |
| امتنعوا عن الإجابة | 753,057           |
| التعداد السكاني    | 7,364,570         |

## جمهورية التشيك
| اللغة              | التعداد السكاني عام 2001 | التعداد السكاني عام 2011 |
| ------------------ | ------------------------ | ------------------------ |
| لغة تشيكية¹        | 9,707,397                | 9,530,518                |
| لغة سلوفاكية       | 208,723                  | 235,475                  |
| لغة بولندية        | 50,738                   | 50,877                   |
| لغة ألمانية        | 41,328                   | 40,790                   |
| لغة رومنية         | 23,211                   | 40,370                   |
| لغة إنجليزية       | 3,791                    | 7,202                    |
| لغة عربية          | —                        | 2,671                    |
| لغة بيلاروسية      | —                        | 826                      |
| لغة بوسنوية        | —                        | 726                      |
| لغة بلغارية        | —                        | 5,405                    |
| لغة صينية          | —                        | 3,422                    |
| لغة فرنسية         | —                        | 2,056                    |
| لغة كرواتية        | —                        | 1,392                    |
| لغة إيطالية        | —                        | 1,418                    |
| لغة مجرية          | —                        | 9,286                    |
| لغة مولدوفية       | —                        | 2,211                    |
| لغة منغولية        | —                        | 3,333                    |
| لغة رومانية        | —                        | 2,711                    |
| لغة روسينية        | —                        | 777                      |
| لغة روسية          | 18,746                   | 31,622                   |
| لغة يونانية        | —                        | 1,362                    |
| لغة صربية          | —                        | 1,931                    |
| لغة إسبانية        | —                        | 1,916                    |
| لغة أوكرانية       | —                        | 48,250                   |
| لغة فيتنامية       | —                        | 30,830                   |
| لغة السين التشيكية | —                        | 7,216                    |
| لغات أخرى          | 176,126                  | 464,056                  |

¹ يما في ذلك اللغة الموريفية (62,908 في عام 2011)

## جزر فارو
توجد لغتان رسميتان في جزر فارو، الدانماركية والفاروية. وفقًا لإحصاء السكان العام في عام 2014، يتحدث أكثر من 90 في المئة من السكان اللغة الفاروية كلغة أولى. تشمل قائمة اللغات المحكية بالكامل في عام 2014:
| اللغة          | عدد المتحدثين بها |
| لغة فاروية     | 45 361 (90.8%)    |
| لغة دنماركية   | 1546 (3.1%)       |
| لغة آيسلندية   | 201 (0.4%)        |
| لغة إنجليزية   | 190 (0.3%)        |
| لغة فلبينية    | 103 (0.2%)        |
| لغة نرويجية    | 99 (0.2%)         |
| لغة تايلندية   | 86 (0.1%)         |
| لغة رومانية    | 67 (0.1%)         |
| لغة جرينلاندية | 62 (0.1%)         |
| لغة صربية      | 57 (0.1%)         |
| لغة روسية      | 55 (0.1%)         |
| لغة إسبانية    | 49 (0.1%)         |
| لغة سويدية     | 45 (0.09%)        |
| لغة بولندية    | 40 (0.08%)        |
| لغة صينية      | 29 (0.06%)        |

## المجر
بدءُا من عام 1880، كان نظام الإحصاء المجري يعتمد على اللغة الأم (اللغة المستخدمة في المنزل في بداية حياة الشخص وفي وقت المسح)، واللغة الشائعة (اللغة الأكثر استخدامًا في العائلة)، وغيرها من اللغات المنطوقة .
تشمل القائمة التالية اللغة الأم بحسب آخر تعداد سكاني في عام 2011:
| اللغة           | التعداد عام 1930 | التعداد عام 1970 | التعداد عام 1980 | التعداد عام 1990 | التعداد عام 2001 | التعداد عام 2011 |
| --------------- | ---------------- | ---------------- | ---------------- | ---------------- | ---------------- | ---------------- |
| لغة مجرية       | 8,000,335        | 10,152,366       | 10,579,898       | 10,222,529       | 9,546,374        | 8,409,049        |
| لغة رومنية      | 7,841            | 34,692           | 27,915           | 48,072           | 48,438           | 54,339           |
| لغة ألمانية     | 477,153          | 33,653           | 31,231           | 37,511           | 33,774           | 38,248           |
| لغة رومانية     | 16,221           | 12,356           | 10,141           | 8,730            | 8,482            | 13,886           |
| لغة كرواتية     | 47,332           | 21,855           | 20,484           | 17,577           | 14,326           | 13,716           |
| لغة سلوفاكية    | 104,786          | 21,086           | 16,054           | 12,745           | 11,817           | 9,888            |
| لغة صربية       | 7,031            | 11,177           | 3,426            | 2,953            | 3,388            | 3,708            |
| لغة أوكرانية    | ...              | ...              | ...              | 674              | 4,885            | 3,384            |
| لغة بولندية     | 5,161            | ...              | ...              | 3,788            | 2,580            | 3,049            |
| لغة بلغارية     | 2,816            | ...              | ...              | 1,370            | 1,299            | 2,899            |
| لغة يونانية     | 82               | ...              | ...              | 1,640            | 1,921            | 1,872            |
| لغة سلوفينية    | 5,464            | 3,791            | 3,142            | 2,627            | 3,180            | 1,723            |
| لغة روسينية     | 996              | ...              | ...              | ...              | 1,113            | 999              |
| لغة أرمنية      | 122              | ...              | ...              | 37               | 294              | 444              |
| لغة روسية       | ...              | ...              | ...              | 3,902            | 3,257            | 7,382            |
| لغة صينية       | 15               | ...              | ...              | 204              | 2,414            | 5,819            |
| لغات سامية      | ...              | ...              | ...              | 1,456            | 1,438            | 2,929            |
| لغة فيتنامية    | ...              | ...              | ...              | 1,258            | 1,085            | 2,674            |
| لغات أخرى       | ...              | 15,083           | 17,172           | 8,944            | 36,270           | 21,657           |
| لغات غير معلومة | -                | -                | -                | -                | 541,106          | 1,443,840        |
| عدد السكان      | 8,685,109        | 10,300,996       | 10,709,463       | 10,374,823       | 10,198,315       | 9,937,628        |

## فهارس
1. ↑  رغم أن الإسبانية لا تعد لغة رسمية للبلاد بحكم القانون، إلَّا أنها اللغة الوحيدة المستخدمة في صياغة القوانين والمراسيم والقرارات والوثائق الرسمية والتشريعات العامة.
2. ↑  English is also the primary language of the disputed Falkland Islands.
3. ↑  كما يتحدث الكثير من كبار السن لغةً مكرونية تدمج ما بين الإيطالية والإسبانية وتُدعى "كوكوليتشه"، وقد نشأت عن المهاجرين الإيطاليين في فترة أواخر القرن التاسع عشر.
4. ↑  It gave origin to a mixture of Spanish and German called Belgranodeutsch.